# 軽装甲機動車に関連する作品の一覧

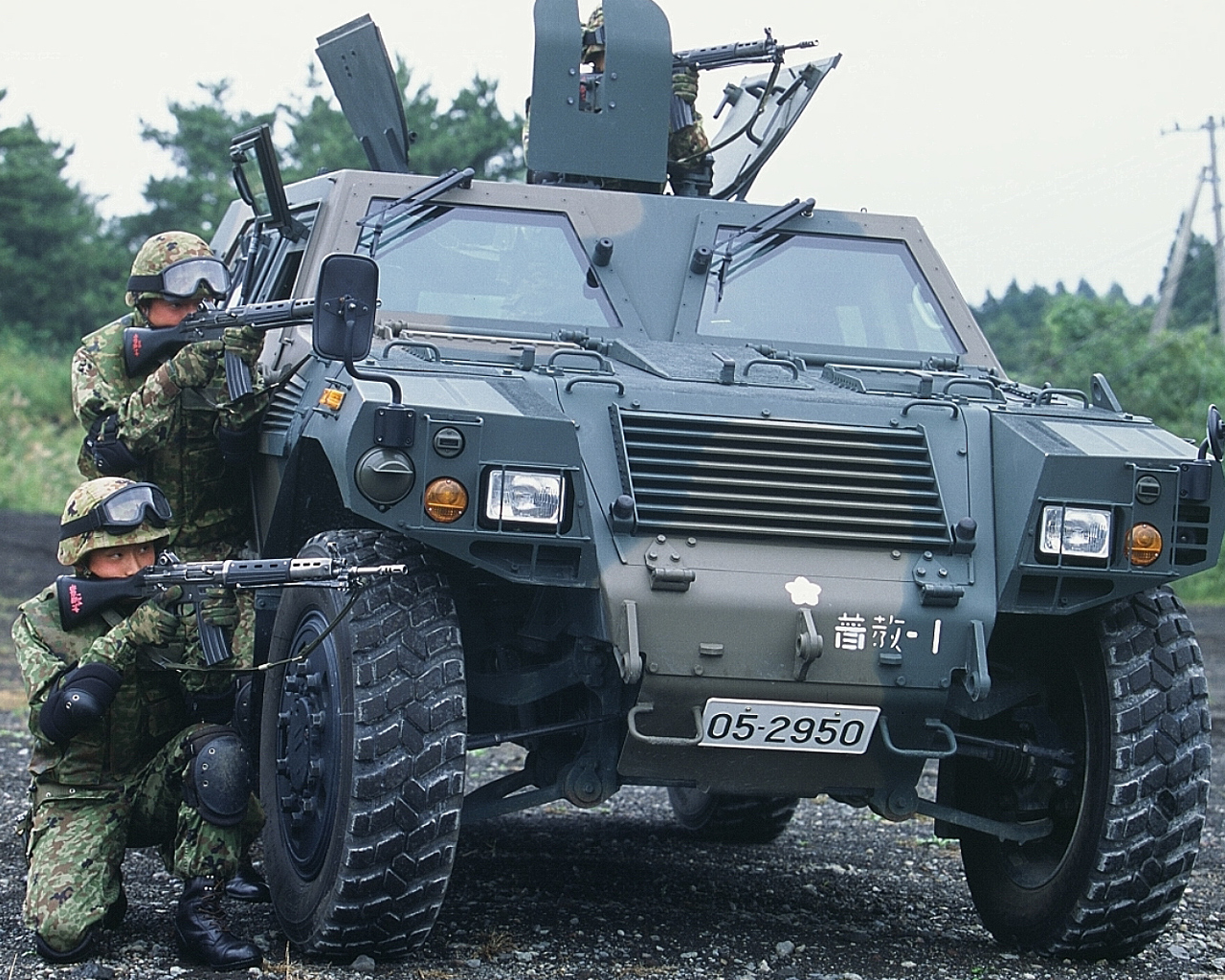
軽装甲機動車

軽装甲機動車に関連する作品の一覧（けいそうこうきどうしゃにかんれんするさくひんのいちらん）は、自衛隊が装備する装輪装甲車、軽装甲機動車に関連する作品の一覧である。
自衛隊において2,000両近く調達されているありふれた車両であるため、自衛隊が登場するフィクション作品などに多く登場している。

## 映画・テレビドラマ
『Kawaii! JeNny』
第5話にISPの車両として登場。スイーツ・エンジェルスによって保護された宇宙人を確保するために出動している。
『S -最後の警官- 奪還 RECOVERY OF OUR FUTURE』
航空自衛隊所属車両が登場。冒頭にて行われた、SAT・陸上自衛隊・NPS・航空自衛隊による合同訓練に参加しており、テロリストに占拠されたという想定のビル前に73式大型トラックなどとともに展開する。
撮影には第1高射群第2高射隊所属車両が使用されている。
『THE NEXT GENERATION パトレイバー』
短編第12話および長編『首都決戦』に登場。第12話では、「幻のクーデター」の際に銀座に展開する模様が回想される。『首都決戦』では、南雲しのぶが訪れた在日米軍と共用されている基地に、航空自衛隊の車両が配置されている。
『首都決戦』では、入間基地所属車両が撮影に協力している。
『ウルトラシリーズ』
『ウルトラマンオーブ THE ORIGIN SAGA』
第8話に防衛軍の装輪装甲車として登場。東京に出現した命の樹の周囲に展開し、封鎖任務に従事する。
『シン・ウルトラマン』
陸上自衛隊の車両が登場。神北市の山間部へのガボラの出現を受けて出動し、現地合同対策本部の周囲に展開している。

『感染列島』
日本全国で新型ウイルス「ブレイム」の感染が拡大する中、渋谷スクランブル交差点にて数台が化学防護車とともに展開している。
『幻星神ジャスティライザー』
第50話に国防軍の装輪装甲車として登場。宇宙空間から東京都内に降下してきたブルガリオの大群を迎撃すべく出動する。
『ゴジラシリーズ』
『ゴジラ×メカゴジラ』
日本映画初登場。陸上自衛隊所属車両が、冒頭ではゴジラの館山市上陸を受けて県道89号線に向かう道路に張られた規制線に配置されており、その後、ゴジラが上陸した八景島に展開する。なお、冒頭時は1999年という設定であるが、実際の軽装甲機動車の配備が始まったのは2001年からであるため、本来はこの時点で実在しない。
撮影には普通科教導連隊所属車両が使用されている。
『ゴジラ×モスラ×メカゴジラ 東京SOS』
陸上自衛隊所属車両が登場。ゴジラが品川方面から上陸してくることを受け、迎撃のため品川防衛ラインに向かう自衛官たちを輸送する。
撮影には普通科教導連隊所属車両が使用されている。
『シン・ゴジラ』
陸上自衛隊所属車両が登場。立川広域防災基地に配置されており、終盤ではゴジラに対して実施される「ヤシオリ作戦」に参加する自衛官たちを輸送する。

『最終兵器彼女』
敵側各国軍に対する戦闘に参加しており、乗員が上面ハッチから01式軽対戦車誘導弾を発射する。
『戦国自衛隊1549』
極秘実験中の事故で戦国時代へタイムスリップした第三特別実験中隊を救出するため現代から1549年に送り込まれたロメオ隊の装備として、陸上自衛隊所属車両が登場。2両が配備されており、1両は襲撃してきた戦国武者たちに囲まれてしまい、掛けられた油に火をつけられ炎上、走行不能になり放棄される。もう1両は上面ハッチより84mm無反動砲をAH-1Sに対して使用するなど、貴重な戦力として活躍する。
『戦国自衛隊・関ヶ原の戦い』
戦国時代へタイムスリップした自衛隊の装備として、第1師団所属車両が登場する。
『空飛ぶ広報室』
第5話に第1高射群所属車両が登場。ペトリオットの機動展開訓練に参加する

## アニメ・漫画
『Re:CREATORS』
第5話に特殊作戦群所属車両として登場。主人公一行を確保するために出動し、ロボットであるギガスマキナに対して、上面ハッチからATM-5を発射する。第10話では、主人公一行を援護するために駆けつける。
『アウトブレイク・カンパニー』
アニメ版第10話に登場。異世界の存在を隠すために行われる映画撮影に使用される。
『ヱヴァンゲリヲン新劇場版』
国連軍とNERVの装輪装甲車として登場。作中の随所にて、走行・駐車している様子が映されている。
『空母いぶき』
水陸機動団所属車両として登場。中国人民解放軍により占拠された多良間島南海岸に、おおすみ型輸送艦「しもきた」「くにさき」搭載のLCACで揚陸される。
『クレヨンしんちゃん』シリーズ
『クレヨンしんちゃん 嵐を呼ぶ 歌うケツだけ爆弾!』
秘密組織「UNTI（ウンツィ）」の装輪装甲車として登場。野原一家宅を包囲する。
『クレヨンしんちゃん 激突! ラクガキングダムとほぼ四人の勇者』
自衛隊の車両が登場。第1戦車大隊の74式戦車を輸送する73式特大型セミトレーラとともに未知の霧に覆われた春日部市に向かうほか、別の車両が87式偵察警戒車とともに先行して春日部市近郊に展開している。
『ゴジラ S.P ＜シンギュラポイント＞』
エンディングに登場。メガヌロンの死骸の周囲を封鎖している。
『終末トレインどこへいく?』
第4話と第5話に登場。稲荷山公園駅付近の航空自衛隊基地の車両で、異変によって街や基地、人員ともども異常に小さくなってしまっている。第4話では、街に入り込んできた静留と玲実を包囲し、上面ハッチから5.56mm機関銃MINIMIで攻撃した。第5話でも、基地内で静留と玲実を攻撃するが、大半の車両が横転させられる。
『絶園のテンペスト』
国防軍の装輪装甲車として登場。国防軍合同軍事演習と見せかけた「絶園の樹」攻撃作戦に投入され、襲撃してくる魔法使いに対して、上面ハッチから01式軽対戦車誘導弾や5.56mm機関銃MINIMIが使用される。
『地球の放課後』
自衛隊の車両が登場。何台かが第1戦車大隊の10式戦車とともに路上で放置されており、付近に残されていたビデオカメラには「ファントム」をおびき寄せるために使用される様子が映されていた。うち1台は、ファントムを誘導中に別のファントムに待ち伏せされ、車両と乗員ごと消し去られてしまう。
『刀使ノ巫女』
特別祭祀機動隊の所属車両として茶色に塗装された車両が登場。
『日本国召喚』
漫画版第2巻と第3巻に登場。クワ・トイネ公国の城塞都市エジェイ近郊に築かれた自衛隊基地に配備されている。
『プランダラ』
第13特設軍学校所属車両として登場。ガソリンや食料を奪おうとする民間人の襲撃を受けるが、アラン大尉がベレッタ92による威嚇射撃を行い阻止する。
『トータル・イクリプス』
第1話に日本帝国陸軍の装輪装甲車として登場。87式偵察警戒車などとともに、BETAの迎撃に出動する。
『魔法少女特殊戦あすか』
陸上自衛隊第15旅団所属車両として登場。バベル旅団による自衛隊那覇駐屯地の襲撃に際し、自衛官らが攻撃を防ぐための遮蔽物として用いる。

## 小説
『MM9』
第3巻に登場。主人公たちが、東海村の神社から逃走するために乗車する。
『ゲート 自衛隊 彼の地にて、斯く戦えり』
小説・漫画・アニメ版に異世界へ派遣された自衛隊の装備として、陸上自衛隊所属車両が登場。主人公が所属する深部偵察隊の各隊に1両ずつ配備されており、12.7mm重機関銃M2と全周旋回可能な防盾を搭載している。
『自衛隊三国志』
三国時代へタイムスリップした自衛隊国際連合平和維持活動（PKO）部隊の装備として、陸上自衛隊所属車両が登場。主要人物の木曾三曹が乗車する。
『生存者ゼロ』
陸上自衛隊所属車両が登場。全住民が感染症で死亡したとみられる標津町川北への移動に主人公の廻田三佐が使用する。
『ゼロの迎撃』
第1師団所属車両が登場。都心内の巡回警備を行う。
『中国完全包囲作戦』（文庫名：『中国軍壊滅大作戦』）
陸上国防軍の装輪装甲車として登場。96式装輪装甲車・16式機動戦闘車とともに、新型UGV「HG03」の牽引に使用される。
『ピノキオ急襲』
第1空挺団所属車両が登場。空挺団員や架空の自衛隊特殊部隊「サイレント・コア」の隊員を乗せ、移動や偵察を行う。
『富士山噴火』
高嶋哲夫の小説。陸上自衛隊の滝ヶ原駐屯地所属車両などが登場。富士山噴火が予測されたため避難民輸送に多数が投入されたほか、噴石の直撃に耐えられることから御殿場市市役所の職員を乗せて広報車として利用される。作中では主に公式愛称の「クーガー」の名で呼称される。
『目指せ！一騎当千 ～ぼっち自衛官の異世界奮戦記～』
第二巻で登場。主人公達のパーティーが訓練で移動する際に使用される。自由貿易都市から城塞都市へ向かう場面でも登場する。主人公は「エアコン付きだからこの車が好きだ」と言っている。

## ゲーム
『大戦略シリーズ』
日本の偵察車ユニットとして組み込まれている。
『マーセナリーズ2 ワールド イン フレームス』
PMCが使用する車両として「バルカン4x4」の名称で登場する。グリルガードと車体上面にフォグランプを2つ取り付けている。なお、「バルカン」という名称ではあるが、実際に搭載しているガトリング砲はM197機関砲である。
『龍が如く OF THE END』
自衛隊の車両として登場。神室町の隔離エリアでは補給所となったり、プレイヤーが搭載機銃を使う事が可能。

## 玩具
『トミカハイパーシリーズ』
軽装甲機動車をベースとした架空車両が登場。ハイパーレスキューの装備として救急車仕様の「山岳救急処置車」と、消防車仕様の「機動耐熱救助車」が、ハイパーブルーポリスの装備として「軽装甲機動車 パワードアーマーVer.」がラインナップされている。このうちパワードアーマーVer.は、3機のサポートメカと合体することで「パワードアーマー」と呼ばれるロボット形態を取ることが可能。

## その他映像作品
『RIVER』
MVに航空自衛隊の車両が登場。AKB48のメンバーらがダンスパフォーマンスを見せる背後に配置されている他、走行シーンなども収められている。
撮影には入間基地所属車両が協力している。